# Thiancourt
Thiancourt – miejscowość i gmina we Francji, w regionie Burgundia-Franche-Comté, w departamencie Territoire de Belfort.
Według danych na rok 1990 gminę zamieszkiwało 211 osób, a gęstość zaludnienia wynosiła 79 osób/km² (wśród 1786 gmin Franche-Comté Thiancourt plasuje się na 536. miejscu pod względem liczby ludności, natomiast pod względem powierzchni na miejscu 983.).